# Boris Sanson
Boris Sanson (* 7. prosince 1980, Bordeaux, Francie) je bývalý francouzský sportovní šermíř, který se specializoval na šerm šavlí.
Francii reprezentoval v prvních letech jednadvacátého století. Na olympijských hrách startoval v roce (2004) a v roce 2008 v soutěži jednotlivců a družstev. V soutěži jednotlivců postoupil na olympijských hrách do osmifinále. V roce 2003 obsadil třetí místo na mistrovství Evropy v soutěži jednotlivců. S francouzským družstvem šavlistů vybojoval v roce 2008 zlatou olympijskou medaili. Členem francouzského olympijského družstva šavlistů byl již v roce 2004, ale jako náhradník do soutěží nezasáhl a zlatou olympijskou medaili fyzicky nezískal. V roce 2006 vybojoval s družstvem titul mistra světa.